# 坏疽性口炎
坏疽性口炎是一种由多种微生物引起的感染，进展快速，通常在口或生殖器部位形成坏疽。
中医称走马牙疳。

## 特征和症状

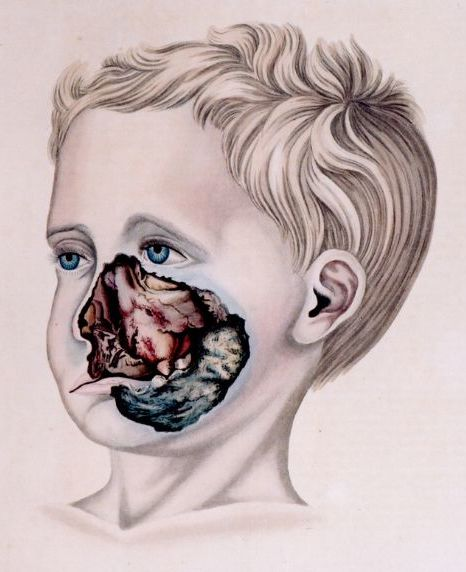
坏疽性口炎患者(1836年绘制)

口腔粘膜会发生溃疡，随后会迅速发生无痛的组织退化，导致面部骨骼组织损伤。
有时在一种被称为noma pudendi的情况下，此病也会损伤生殖器组织。

## 病因
坏死杆菌和中间普雷沃菌是重要的细菌性病原体。在这一疾病的过程中，它们与一种或多种其他细菌（例如奋森氏螺旋体，牙龈卟啉单胞菌，Tannerella forsythia，Treponema denticola，金黄色葡萄球菌和某些种类的非溶血性链球菌）共同作用。 注意，此病没有已知的确定病因；以下列出的只是估计。 
此病经常被报告为急性坏死溃疡龈炎的一个后遗症。 诱发因素包括：
- 营养不良(特别是缺乏维生素A和维生素B)或脱水
- 不讲卫生，尤其是口腔卫生
- 不清洁的饮用水
- 接近不卫生的牲畜
- 最近生病
- 免疫缺陷疾病，包括艾滋病
- 麻疹
- 吸烟

## 治疗
在古代，像希波克拉底和盖伦这样的医生都对坏疽性口炎有了解；它曾在世界各地，包括欧洲和美国都有报道。随着卫生和营养条件的改善，自20世纪以来，它已经在工业化国家消失，除了二战期间，它是奥斯维辛和伯根-贝尔森集中营的地方病。这种疾病的治疗方法由捷克医生、强迫劳动囚犯贝尔托尔德·爱泼斯坦研究，这项研究是在约瑟夫·门格勒的指导下建议进行的。
使用抗生素，改善营养可以阻止疾病的发展；然而，它的躯体效果是永久性的，可能需要口腔颌面外科手术或重建性整形手术来修复。重建通常非常具有挑战性，应该在完全恢复后进行（通常在最初的干预后一年左右）。

## 预后
该病有着高发病率和死亡率，主要见于非洲最贫穷国家的儿童；亚洲和南美一些国家的儿童也受到严重影响。
大多数患病儿童年龄在2到6岁之间。
世界卫生组织估计，有50万人受到影响，每年报告的新病例有14万。死亡率大约是90%。

## 社会和文化
非洲的儿童和其他幸存者得到了一些国际慈善组织的帮助，比如帮助受影响的埃塞俄比亚儿童的英国慈善机构“面对非洲”以及瑞士的慈善机构“希望之风”。
尼日利亚有一所由住院医生和来访的医疗队组成的专门医院，名为the Noma Children Hospital Sokoto。在其他国家，如埃塞俄比亚，国际慈善机构与当地卫生保健系统合作，提供复杂的重建手术，使病童们有机会恢复面部功能，如吃饭、说话和微笑。即使对资深颌面外科医生来说，这也极具挑战性，通常需要来自国外的志愿医疗队来支持当地处理最严重病例的能力。
2010年6月10日，英国主持人、作家本·福格尔在英国BBC二台的纪录片Make Me a New Face: Hope for Africa's Hidden Children中介绍了这些志愿外科医生的工作。
最近，尼泊尔报道了一个19岁女孩在婆罗多布尔的奇旺医学院接受免费外科治疗的病例；外科医生团队由口腔颌面外科医生兼系主任Sushil Subedi博士带领。